# Sphenomorphus wolfi
Sphenomorphus wolfi är en ödleart som beskrevs av  Richard Sternfeld 1918. Sphenomorphus wolfi ingår i släktet Sphenomorphus och familjen skinkar. Inga underarter finns listade i Catalogue of Life.